# 林柏榕
林柏榕（1936年11月18日—），中華民國政治人物，中國國民黨籍，曾任臺中市第九屆與第十一、十二屆市長。歷任期間累計11年餘，為省轄市實施地方自治時期（1981年－2010年）任期最長的市長。

## 早年生平
林柏榕畢業於國立臺灣大學外文系，1971年創辦臺中市私立立人高級中學，並出任校长。由於立人中學位於臺中縣大里鄉（今臺中市大里區），鄰近市區，而林柏榕又住在臺中市東區，因此其以土生土長臺中人的身分展開社交，積極主動參與獅子會、同濟會、扶輪社等社團。認識了時任社會局長的邱家洪。:8由於林柏榕的勤快熱心，以及深厚英语底子，加上林柏榕時常自願擔任社團義工性質的工作，使得各社團樂於請他相助接待外賓。:9-10
1979年8月31日，臺中市與美国亞利桑那州土桑市簽訂姊妹市。林柏榕在邱家洪推薦下出任市長曾文坡的英語口譯。結盟當天，林柏榕經過精心打扮以深藍色西裝，配上紅點鮮豔的领带，以及經過修飾的抹油短髮出席，與神情嚴肅的曾文坡相比，表情神采飛揚的林柏榕引起美方貴賓的矚目。雙方在語譯過程中，林柏榕有時會脫離曾文坡的本意，以英語自行添加他對市政建設的理念和未來的展望，雖然引起部分在場懂英語的人士對其有「喧賓奪主」之感，然而在市長曾文坡不在意之下仍順利完成儀式。而林柏榕則藉此收到外界矚目的效果。:6
1981年，隨著曾文坡的任期接近尾聲，國民黨內不少人選紛紛浮上檯面爭取下屆市長。此時最受政壇矚目的為市府主任秘書賴大農，此外臺中市立雙十國民中學校長張廖貴洋、律師張子源也積極爭取提名。然而由於張子源的高調，引起賴大農及張廖貴洋的極力反彈，展開纏鬥。:72-73此時林柏榕保持謙恭親和，降低其他競爭者對其注意，結果林柏榕異軍突起獲得國民黨提名角逐第九屆市長選舉。:79在曾文坡的輕視下，以及同為黨外勢力的劉文雄加入戰局瓜分曾文坡票源；而林柏榕獲得奧援，收集到曾文坡上舞廳跳舞、以及喜歡涉足「有女侍陪酒」的新北投等資訊予以打擊、抹黑（事實上曾文坡雖喜歡上舞廳跳舞，但從未過夜）:82-83，最終地方勢力紛紛押注林柏榕，而林柏榕亦在國民黨支持下以137,174票擊敗曾文坡的六萬餘票，當選市長。

## 臺中市市長

### 第一任市長時期（1981－1985）
1981年12月20日，林柏榕就任臺中市第九屆市長。執政之初，林柏榕亦有改革新意，提出「百人市政顧問」，意圖聘請社會各界市政學者專家集思廣益，推動市政。然而在聘書都印好的時期，卻引起反對聲音批評市政執行本是市長級單位主管，並且市政顧問不符市政府組織規程。使林柏榕進退維谷，最後喊停。導致在七十一年（1982年）五月的市議會第十屆第一次大會上，引起議員質詢沒有堅持的毅力。:91-93其次在創辦「大漢學園」事件中，林柏榕在就任之前提出創辦「大漢學園」，計劃尋找適當土地，廣邀各私校集中設校，建立美麗的「大漢學園都市」彼此照應。此構想見報後，為此曾獲得行政院長俞國華召見嘉許。林柏榕就任市長後，私立逢甲大學等院校也分別找他，表示願意支持「大漢學園都市」的構想。一開始林柏榕與各私校前往大肚山尋覓校址，卻發現該地離市區太遠，做為每日萬名學生進出的大專院校似乎不切實際。於是林柏榕提出大坑一百零八公頃保育林地，結果在實地勘查後，發現該地大都是陡峭坡地，適合建校地僅十餘公頃，只可容納一校，談不上建立學園區。讓興致勃勃而來的學校敗興而歸。在市議會第十屆第一次大會上，王素瑞等議員對此事嚴正質詢，批評林柏榕愚弄教育界。引起林柏榕一時語塞，坦承大漢學園的想法過於草率，「不如想像中那麼容易」。:93-94
在地方預算問題上，林柏榕在編列七十二年度預算之前，宣稱要解決地方實際問題，特別舉辦各區建設座談會，此舉原本頗受地方代表歡迎，並踴躍發言。然而在市政府各單位籍議會審議階段，卻因各單位本位意見而導致地方的要求遭到擱置。在市議會第十屆第一次大會中，此問題亦成為各區議員攻擊林柏榕對其建議未有重視，批評林柏榕未能控制市府單位，議員李玉花更批評及建議林柏榕應減少不必要應酬，多用時間在市政建設。:95-96
在第四期市地重劃方面，因為面積達四百餘公頃，工程浩大。為此導致力主建設的曾文坡在連任時遭抹黑落選。林柏榕上任後，將相關問題視為「曾文坡的」，當作爛攤自認錯不在己。對於通盤檢討案則要求省政府退回由他重新檢討，引起土地所有人反感。在群起而攻的困窘下，林柏榕也知難而退，禁口不談重新檢討之事，種下林氏馬前失蹄的敗因。:111-112七十三年（1984年）11月，市議會第十屆第六次大會，林柏榕表態爭取市長連任，受到部分議員支持。然而市地重劃通盤檢討案也受到部分議員警告，要求處理。:113-114由於市地重劃通盤檢討案為林柏榕與曾文坡競選時用來打擊曾氏的議題，如今輪到執政的林柏榕受到檢視，造成連任的困境。此時在新聞事件上，施工中的中山堂看台工程及中興網球場新建工程先後坍塌，也使市府遭到抨擊。雖然營繕工程的紕漏非市府過失，然而這兩項工程的承包商都是強勢的政商人物，使得市府在善後處理上困難重重。:114-115
在黨政關係上，最支持林柏榕的市黨部主委張正中已於1982年6月被調走，由傅忠雄接任黨部主委。對此林柏榕在國民黨市黨部的遷移上，提供第五期重劃區的土地給國民黨黨部新建辦公大樓，並編列二千萬元經費補助國民黨市黨部「喬遷」，顯示其用心良苦。:119然而國民黨內已有結束英倫進修的張子源，悄然返回臺中，以收斂沉穩佈署，並主動參與基層社團的活動。:118-119在國民黨高層中，張子源有臺灣省政府主席李登輝的師生之情。李登輝出任省主席後，聘張子源出任省府顧問，負責鄉鎮市區調解委員會功能的調查研究。這份在外界看來枯燥冷門的差事，成為張子源打著研究基層調解制度的旗號，接觸地方勢力的正當理由。:118為了爭取國民黨提名，張子源亦拜託曾任國民黨黨工的邱家洪為其撰寫有假分析的「選情報告」。:292-294而在臺中的林柏榕仍在親信包圍下，以為自己將能通過國民黨提名。:135-136在張子源獲得臺北「層峰」支持下，終於使國民黨在第十屆臺中市市長選舉中決定提名張子源，捨棄了林柏榕。

### 在野時期（1985－1989）
爭取連任失敗的林柏榕在野後勤走基層，然而透露東山再起的意圖後卻遭到冷淡待遇。:232為此林柏榕一度借助民主進步黨的奧援，也結交民進黨的政治精英，與其眉來眼去。甚至出現過在建設局長賴炳燦的宴客上，林柏榕與同時受邀的張子源冷眼相對，一度不肯接受張子源的舉杯相敬，在劉清庚打圓場下才態度緩和。反而是民進黨的市議員王世勛赴宴後，林柏榕與王世勛有說有笑。張子源在頗感無趣後提早告辭，而王世勛見狀對林柏榕「脫黨」競選的慫恿。:233
在市政議題上，林柏榕亦不時針對張子源的市政措施，發表他行家見解。使得新聞時常出現內幕報導，使張子源頭痛不已。:234隨著張子源炒地皮的風波掀起後，林柏榕為避嫌而隔岸觀火，但私下已暗中準備。:235在張子源形象受質疑的時期，國民黨內亦有林平原及省議員廖榮祺、立委洪昭男爭取下屆市長職位。:241林柏榕則擺出如國民黨捨棄他，還有民進黨的路可走的姿態。:2451989年6月15日，國民黨內提名登記截止。廖榮祺放棄登記，然而亦有洪昭男爭取提名。6月18日，國民黨組工會主任關中要求張子源撤銷市長登記，並召來議長林仁德勸退張子源。:254支持張子源的張晉相也遭到去職，被視為衝著張子源。最終在關中介入下，張子源於1989年7月16日宣布無意角逐連任並辭去市長職務，轉任經濟部國營事業委員會副主任委員。:266
1989年7月23日，國民黨舉行第十一屆臺中市市長選舉黨員初選，有林柏榕、洪昭男及林平原三人角逐代表。結果林柏榕以11,742票擊敗林平原5,117票，以及被視為國民黨「規劃人選」的洪昭男（10,756票）。洪昭男在選前就獲得國民黨黨務系統、行政系統乃至軍方輔選，仍以一千票些微差距敗給林柏榕。國民黨最終只好於1989年8月16日提名林柏榕角逐第十一屆臺中市市長選舉。年底選舉結果林柏榕以二十萬票擊敗民進黨許榮淑的十三萬票，回鍋擔任市長。

### 第二任市長時期（1989－1997）
1989年12月20日，林柏榕就任第十一屆市長。比起第九屆市長時期，林柏榕在本屆任內被視為顯得不願做得罪人的事。例如建國路的拓寬，原本都市計畫寬度三十八公尺，但在拆遷戶抗議下，最終只拓寬二十五公尺。:322-324並且大力推動開闢道路，爭取市民支持。引起促進各區域發展的支持及預算編列浮濫、發包手續由親信控制的負面聲音。:327-328
林柏榕在地方廣結善緣也引起國民黨內部分人士反彈，1993年初先是有市議員林永安爭取第十二屆市長提名。:355亦有市農會總幹事宋洪光、國民黨生產事業黨部書記長林平原爭取提名。:359-361當中以前市長張子源之妻許幸惠聲勢最大，甚至於9月17日偕同其夫張子源在南屯區的萬和宮，向媽祖宣示誓死競選到底，如有違背誓言願受神譴，表達決心。:390唯最終在國民黨黨主席身兼總統的李登輝介入下，李登輝與立法院長劉松藩、中央黨部秘書長許水德、張子源夫婦再到南屯萬和宮舉香報備，退出選舉；林柏榕則以到許幸惠競選總部當眾道歉作收。:421-422最後代表國民黨競選連任的林柏榕，在年底的第十二屆臺中市市長選舉中，以十九萬票擊敗民進黨提名的林俊義的十三萬票，當選連任。
1993年12月，林柏榕三度走馬上任，締造臺中市市長的新紀錄。在1994年第一屆臺灣省省長選舉國民黨黨內初選中，林柏榕與十四全和省代表前往省黨部投票，當眾表態支持宋楚瑜，並表示決定競選第二屆省長，表示那時宋楚瑜已出任行政院院長，其他人的條件沒一個比上他。:444
1995年2月15日，臺中市衛爾康西餐廳發生大火，造成64人葬身火場，11人輕重傷。林柏榕的後續應對一時受到質疑。遭到監察院彈劾，休職半年。當時遭監院通過彈劾者除林柏榕外還有臺中市工務局長楊慶堂、建設局長賴炳燦、警察局長孟宜蓀三人。
林柏榕任內一手推動了第五期市地重劃，為臺中市內日後土地重新劃分的工作打下了基礎；對台中市的文化產業發展有不少貢獻，例如設置台灣第一座文化中心、任內興建了东亚最大的國立自然科學博物館以及臺灣省立美術館的建立，讓台中充滿了更多文化城的氣息。市長任內開闢了兩百多座公園與兩百多條道路，讓台中市一躍而成為台灣最為現代化的都市之一。第二任市長任內，又完成了第八期重劃區的檢討。但是也拆除了日治時代遺留下來的台中公會堂（今自由路立體停車場）。

## 政治立場
根據林柏榕先生的回憶，早年接受日本教育的他，曾經在日軍佔領菲律宾期間，一同參與過慶祝打敗麥克阿瑟的活動；2005年高金素梅前往日本靖国神社，意圖移出高砂義勇隊的靈位時，林柏榕認為高金素梅沒有站在日治時期時空環境下思考當時台灣人所處的地位；強制將臺灣原住民族靈魂移出神社，不但無法辦到，也非先人所願，所以建議以招魂的方式將台灣人的靈魂迎回台灣。身為國民黨黨員的林柏榕，曾經於2004年總統大選出任連宋競選總部總幹事；自從胡志強市長於2005年訪問北京之後，以及中國國民黨台中市黨部對廈門進行訪問之後，林柏榕也開始積極推動台中市與大陸的交流活動；2006年以台中世貿中心董事長的身分邀請福建廠商到台灣參與破冰之旅的展覽。

## 近年活動
- 2007年7月20日，中華兒童暨家庭扶基金會董事長林柏榕和執行長王明仁到蒙古国參訪。目的是捐贈蒙古包及協助建立供水站、在蒙古成立第一個境外服務據點「臺灣家扶村」，嘉惠五千名蒙古人。
- 2014年林佳龍當選市長後不久，即拜會林柏榕聽取市政經驗，也向林柏榕請教台中市民最關切的交通問題。在拜會中林佳龍像個學生般仔細傾聽，不時拿筆做筆記、問問題，並送給老市長自己做的「佳龍帶你遊台中」，林柏榕則拿出自己珍藏的新市政中心設計原圖書送給新任市長林佳龍，還在書上簽名留字。並表示他只保留五本原始設計圖，其中一本送給現任胡志強，現在也把另一本送給林佳龍，希望「同宗的」可以將「林市長」經驗繼續傳承，帶領台中市民邁向更幸福的未來。[13][14][15]
- 2018年剛當選市長的盧秀燕向林柏榕請益，林柏榕說到：市政建設是連續的，不過要分輕重緩急。例如：第七期我重劃的，現在是臺中市最貴的地區；山手線的錢花太多，時間又花費太長。他還叮囑盧秀燕：千萬不要保持現狀，老百姓希望改善生活環境、增加收入，不聽抽象的意見，保持現狀就不必換人。改變現狀不必太強調九二共識，臺灣跟大陸的認知不一樣，那都是政治口號，腳踏實地最重要。[16][17]

## 評價與其他
- 曾文坡在市長任內籌備姊妹市結盟典禮時，透過邱家洪推薦任用英語流利的林柏榕為譯員，使林柏榕嶄露檯面。然而林柏榕在活動中的高調也顯露出他的未來政治抱負，一度引起曾文坡的親信警告「林柏榕善於偽裝，他的企圖和見風轉舵，在親和隨緣的面具下，深藏不露」。不過曾文坡卻表示「人各有志，我們不可因私害人」。對此邱家洪評論以謙恭滲透人心固然是林柏榕的成功訣竅，但曾文坡無私的胸襟與氣度，以及其過度的自信，也是林柏榕不致「見光死」或中途夭逝的原因。[3]:11-12
- 張子源接任市長後，任內推行將黑板樹列為市樹，造成黑板樹以外來種身分大量種植於臺中市。[18]然而由於黑板樹枝幹與其他喬木相比相較鬆散，每次颱風豪雨過後，所造成的殘枝敗葉往往造成市區街面清潔不易，甚至倒下的主幹壓壞汽車及壓傷行人，影響臺中市甚鉅。外界傳聞張子源推行黑板樹為市樹是由於張氏不喜歡臺中市市樹有柏樹、榕樹含有其政治對手林柏榕名字在其中的緣故。

## 著作
- 羅勃佛洛斯特(Robert Frost)詩裏的社會保守主義思想（英文著作）
- 一位平凡的園丁
- 中美關係及海峽兩岸的展望
- 我的學思歷程
- 我的學思歷程II

## 外部連結
| 中華民國政府職務                   | 中華民國政府職務                                                | 中華民國政府職務      |
| ---------------------------------- | --------------------------------------------------------------- | --------------------- |
| 台中市政府                         |                                                                 |                       |
| 前任： 曾文坡                      | 台中市市長（首次） 第九屆 1981年12月20日－1985年12月20日        | 繼任： 張子源         |
| 前任： 黃鏡峰（代理） 正任：張子源 | 台中市市長（再次） 第十一、十二屆 1989年12月20日－1995年10月4日 | 繼任： 陳正雄（代理） |
| 前任： 陳正雄（代理）              | 台中市市長 休職後回任 1996年4月3日－1996年6月3日                | 繼任： 林學正（代理） |
| 前任： 林學正（代理）              | 台中市市長 停職後回任 1997年7月29日－1997年12月20日             | 繼任： 張溫鷹         |